# Ramsay Bolton
Ramsay Bolton er en fiktiv person i den amerikanske forfatter George R. R. Martins fantasyserie A Song of Ice and Fire og i HBOs filmatisering Game of Thrones.
Han blev introduceret i Kongernes kamp (1998). Ramsay er Roose Boltons uægte søn, lord af Dreadfort, der er en ældgammel fæstning i Norden i kongeriet Westeros. Han nævnes efterfølgende i En storm af sværd (2000) og Kragernes rige, før han optræder i En dans med drager (2011). Ramsay er en umoralsk og ondskabsfuld sadist, der higer efter at bliver anerkendt som en sand Bolton af sin far. Han er direkte ansvarlig for adskillige grusomheder i både romanerne og tv-serien, inklusive den brtale tortur på Theon Greyjoy; mens hans rolle som primær antagonist bliver dog kraftigt udvidet i tv-serien.
Ramsay bliver spillet af den walisiske skuespiller Iwan Rheon i HBO's tv-serie. Rheon har modtog ros fra kritikerne for sin portrættering, selvom hans karakters modtagelse er mere polariseret; han bliver betragtet som en af seriens mest brutale og hadede skurke. I 2016 omtalte The New York Times karakteren som "formentlig den mest hadede mand i tv" og "Game of Thrones' signaturskurk".